# Vernon Ahmadjian
Vernon Ahmadjian (1930) é um botânico norte-americano.